# 传习录

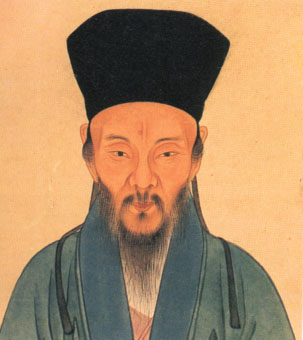
王守仁

《传习录》，儒學及心學的重要著作之一，为明代大儒王守仁的讲学语录，由王守仁的学生徐爱、薛侃和钱德洪等收录编辑而成。《传习录》被认为是王守仁最重要的哲学著作，其中关于“知行合一”、“慎独”、“致良知”等哲学思想有深入探讨。
《傳習錄》是王陽明平日與弟子朋友論學語錄和書信來往的踐履心得，分為上中下卷，從《初刻傳習錄》即今之傳習錄上卷，到成為目前所見之傳習錄三卷定本，歷時五十五年。傳習一詞出自《論語》〈學而篇第一〉，第四章：「曾子曰：『吾日三省吾身，為人謀而不忠乎？與朋友交而不信乎？傳不習乎？』強調生命修養功夫在不斷的自我省察，與師友傳授講習中切磋琢磨，上達天理。因此，《傳習錄》一書具備「語錄體」和「書信體」的親切、警策、精闢的特點，在問答中顯機锋，或隨順接引者因病立方，或取《大學》格局，注入心學的義理，與同屬心學系統的南宋陸象山相較，王陽明在論學和教導上多了辯證的歷程，與他一生的經歷有密切關係。

## 书的内容
《传习录》共有三卷分（上、中、下）。
上卷收录王守仁讲学的语录，中卷收录王守仁的七封信件，下卷收录王守仁的部分语录和《朱子晚年定论》。

## 书的作者
王守仁是有名思想泰斗，儒家心学的集大成者，他的学说于东亚影响广泛。

## 傳習錄注評
美籍華人學者陳榮捷列出中國和日本的主要傳習錄注評共32種。其中較重要的有但衡今的《王陽明傳習錄札記》（毛筆手抄本）。陳榮捷認為：「劉宗周而後，能深入陽明妙諦，而專從性理評論者，只但氏一人。研究傳習錄者，非畢讀此書不可。」
至於東澤瀉（正純）的傳習錄參考 （页面存档备份，存于）（沢潟先生全集上巻），則「可謂傳習錄評註中之最為純粹哲學者。」

## 傳習錄拾遺五十一條
陳榮捷在佐藤一齋 《傳習錄欄外書》之基礎上，從《王文成公全書》之錢德洪《刻文錄敘說 及《陽明年譜》中輯錄陽明語錄十四條，合佐籐一齋所輯，共51條，並加校注，名為《傳習錄拾遺》，刊入陳氏所著《王陽明傳習錄詳注集評》一書，由臺灣學生書局印行。

## 外部連結
- 王陽明 : 傳習錄
- 東澤瀉 (正純)--沢潟先生全集上巻--傳習錄參考 （页面存档备份，存于）
- 佐藤一齋 : 傳習錄欄外書 (３冊) （页面存档备份，存于）